# Copa de España de fútbol sala 2017
La Copa de España de fútbol sala de 2017 tuvo lugar entre el 9 y el 12 de marzo en Ciudad Real (Castilla-La Mancha).

## Equipos participantes
- Jaén Paraíso Interior
- Magna Gurpea Navarra
- ElPozo Murcia
- Palma Futsal
- Movistar Inter
- Catgas E. Santa Coloma
- FC Barcelona Lassa
- Peñíscola RehabMedic

## Sede
El torneo se disputará en la ciudad de Ciudad Real, en el Quijote Arena, con capacidad para 5200 espectadores.
| Quijote Arena Capacidad: 5,200 espectadores |
|                                             |

## Resultados

### Cuadro final
|  | Cuartos de final        | Cuartos de final        |                |                       | Semifinales         | Semifinales         |  |               | Final               | Final               |  |
|  | 9 y 10 de marzo de 2017 | 9 y 10 de marzo de 2017 |                |                       | 11 de marzo de 2017 | 11 de marzo de 2017 |  |               | 12 de marzo de 2017 | 12 de marzo de 2017 |  |
|  |                         |                         |                |                       |                     |                     |  |               |                     |                     |  |
|  |                         |                         |                |                       |                     |                     |  |               |                     |                     |  |
|  | Palma Futsal            | 1                       |                |                       |                     |                     |  |               |                     |                     |  |
|  | Palma Futsal            | 1                       |                |                       |                     |                     |  |               |                     |                     |  |
|  | ElPozo Murcia           | 4                       |                |                       |                     |                     |  |               |                     |                     |  |
|  | ElPozo Murcia           | 4                       |                | ElPozo Murcia         | 2                   |                     |  |               |                     |                     |  |
|  |                         |                         |                | ElPozo Murcia         | 2                   |                     |  |               |                     |                     |  |
|  |                         |                         | Magna Gurpea   | 1                     |                     |                     |  |               |                     |                     |  |
|  | FC Barcelona Lassa      | 2                       | Magna Gurpea   | 1                     |                     |                     |  |               |                     |                     |  |
|  | FC Barcelona Lassa      | 2                       |                |                       |                     |                     |  |               |                     |                     |  |
|  | Magna Gurpea            | 2 (P)                   |                |                       |                     |                     |  |               |                     |                     |  |
|  | Magna Gurpea            | 2 (P)                   |                |                       |                     |                     |  | ElPozo Murcia | 4                   |                     |  |
|  |                         |                         |                |                       |                     |                     |  | ElPozo Murcia | 4                   |                     |  |
|  |                         |                         | Movistar Inter | 4(P)                  |                     |                     |  |               |                     |                     |  |
|  | Peñíscola RehabMedic    | 2                       | Movistar Inter | 4(P)                  |                     |                     |  |               |                     |                     |  |
|  | Peñíscola RehabMedic    | 2                       |                |                       |                     |                     |  |               |                     |                     |  |
|  | Jaén Paraíso Interior   | 3                       |                |                       |                     |                     |  |               |                     |                     |  |
|  | Jaén Paraíso Interior   | 3                       |                | Jaén Paraíso Interior | 1                   |                     |  |               |                     |                     |  |
|  |                         |                         |                | Jaén Paraíso Interior | 1                   |                     |  |               |                     |                     |  |
|  |                         |                         | Movistar Inter | 2                     |                     |                     |  |               |                     |                     |  |
|  | Movistar Inter          | 6                       | Movistar Inter | 2                     |                     |                     |  |               |                     |                     |  |
|  | Movistar Inter          | 6                       |                |                       |                     |                     |  |               |                     |                     |  |
|  | Catgas Santa Coloma     | 5                       |                |                       |                     |                     |  |               |                     |                     |  |
|  | Catgas Santa Coloma     | 5                       |                |                       |                     |                     |  |               |                     |                     |  |
|  |                         |                         |                |                       |                     |                     |  |               |                     |                     |  |

### Cuartos de final
| 9 de marzo de 2017, 19:00 | Palma Futsal     | 1 - 4   | ElPozo Murcia                            | Quijote Arena, Ciudad Real                                  |                                                             |
|                           | - Eloy Rojas 28' | Reporte | - 5' 25' Pito - 20' Marinović - 37' Fede | Árbitro(s): Israel Martínez Segovia Carlos Múnez Carpintero | Árbitro(s): Israel Martínez Segovia Carlos Múnez Carpintero |

| 9 de marzo de 2017, 21:15 | FC Barcelona Lassa                      | 2 - 2 (1 - 2 p.)           | Magna Gurpea Navarra          | Quijote Arena, Ciudad Real                                  |                                                             |
|                           | - Rafa López 13' - Yoshikawa 14' (a.g.) | Reporte                    | - 4' Araça - 25' Dani Saldise | Árbitro(s): José Ignacio Peña Gómez Antonio V. García Morón | Árbitro(s): José Ignacio Peña Gómez Antonio V. García Morón |
|                           |                                         | Tiros desde el punto penal |                               |                                                             |                                                             |
|                           | - Ferrao - Dyego - Marc Tolrà           |                            | - Jesulito - Araça            |                                                             |                                                             |

| 10 de marzo de 2017, 19:00 | Peñíscola RehabMedic      | 2 - 3   | Jaén Paraíso Interior                       | Quijote Arena, Ciudad Real                               |                                                          |
|                            | - Esteban 26' - Terry 36' | Reporte | - Solano 13' - Javi Alonso 27' - Solano 38' | Árbitro(s): Jesús Fortes Pardo Alejandro Martínez Flores | Árbitro(s): Jesús Fortes Pardo Alejandro Martínez Flores |

| 10 de marzo de 2017, 21:15 | Movistar Inter | 6 - 5   | Catgas E. Santa Coloma | Quijote Arena, Ciudad Real                                     |                                                                |
|                            |                | Reporte |                        | Árbitro(s): Juan José Cordero Gallardo Manuel J. Linares López | Árbitro(s): Juan José Cordero Gallardo Manuel J. Linares López |

### Semifinales
| 9 de marzo de 2017, 18:00 | ElPozo Murcia | 2-1 | Magna Gurpea Navarra | Quijote Arena, Ciudad Real |                         |
|                           | 2             |     | 1                    | Árbitro(s): Por Definir    | Árbitro(s): Por Definir |

| 9 de marzo de 2017, 20:15 | Jaén Paraíso Interior | 1-2 | Movistar Inter | Quijote Arena, Ciudad Real |                         |
|                           | 1                     |     | 2              | Árbitro(s): Por Definir    | Árbitro(s): Por Definir |